# Jordan EJ11
Jordan EJ11 – samochód Formuły 1 zaprojektowany przez Eghbala Hamidy’ego oraz Johna Ileya i skonstruowany przez Jordan Grand Prix na sezon 2001.

## Historia
Po znakomitym sezonie 1999, rok 2000 okazał się dla finiszującego na szóstej pozycji w klasyfikacji konstruktorów Jordana rozczarowaniem. Model EJ10 nie spełnił oczekiwań, dlatego w zespole doszło do zmian. Do Benettona odszedł Mike Gascoyne, a nowym dyrektorem technicznym został Eghbal Hamidy. Nowym dostawcą silników w miejsce Mugen została Honda, dostarczająca silniki także BAR. Ponadto nowy samochód, EJ11, radykalnie różnił się wyglądem od poprzednika. Zmieniono kształt nosa na ostry, oraz przedniego spojlera. Zmodyfikowano także wloty powietrza i sekcje boczne.
Monokok został wykonany z kompozytu włókna węglowego, zaś na zawieszenie składały się popychacze aktywujące amortyzatory Penske i drążki skrętne, podwójne wahacze, kolumny i stabilizatory poprzeczne. Elementami układu hamulcowego były tarcze Carbone Industrie i zaciski Brembo. Trzylitrowy wolnossący silnik V10 Honda RA001E był rozwinięciem jednostki z 2000 roku. Osiągał on moc maksymalną ok. 800 KM przy 17000 rpm. Blok silnika został wykonany z aluminium. Układy: zapłonowy i wtryskowy pochodziły od Hondy, a świece zapłonowe – od NGK. Napęd był przekazywany za pośrednictwem wyprodukowanej przez Jordana podłużnej siedmiobiegowej sekwencyjnej skrzyni biegów z elektryczno-hydrauliczną zmianą biegów. Jordan przy współpracy z Sachs skonstruował także trzytarczowe sprzęgło.
Sezon rozpoczął się dla Jordana dobrze. Model EJ11 punktował w pierwszych pięciu Grand Prix sezonu i spisywał się szczególnie dobrze w kwalifikacjach, często ustępując tylko Ferrari, McLarenowi i Williamsowi. Jednakże później zaczęły pojawiać się problemy – z powodu próby rozwiązania problemów z przegrzewaniem silnika (który Jordan otrzymał dopiero w styczniu) samochód nie był rozwijany. Trzy z 450 elementów samochodu nie przeszły kontroli jakości, w efekcie czego był on awaryjny. Rozwijany przez Jordana system kontroli trakcji również nie okazywał się tak dobry jak stosowane przez konkurentów układy Pi czy TAG.
W trakcie sezonu z zespołu w wyniku nieporozumień z Eddiem Jordanem został zwolniony Heinz-Harald Frentzen; na ostatnie pięć Grand Prix zastąpił go Jean Alesi z Prosta, który ścigał się dla Jordana w Formule 3000. Po sezonie 2001 Alesi zakończył karierę w Formule 1.
Jordan z 19 punktami ukończył sezon na piątym miejscu, wyprzedzając BAR o dwa punkty.

## Wyniki w Formule 1
| Legenda oznaczeń w tabelach wyników Wyświetl szablon na nowej stronie | Legenda oznaczeń w tabelach wyników Wyświetl szablon na nowej stronie                                                                     |
| Oznaczenie                                                            | Wyjaśnienie |
| --------------------------------------------------------------------- | --- |
| Złoty                                                                 | Zwycięzca lub mistrzostwo |
| Srebrny                                                               | 2. miejsce lub wicemistrzostwo |
| Brązowy                                                               | 3. miejsce lub II wicemistrzostwo |
| Zielony                                                               | Ukończył, punktował (w klasyfikacji generalnej, gdy zdobył co najmniej jeden punkt na przestrzeni sezonu, poza trzema powyższymi opcjami) |
| Niebieski                                                             | Ukończył, nie punktował (w klasyfikacji generalnej, gdy nie zdobył co najmniej jednego punktu na przestrzeni sezonu)                      |
| Czerwony                                                              | Nie zakwalifikował się (NZ) |
| Czerwony                                                              | Nie prekwalifikował się (NPK) |
| Różowy                                                                | Nie ukończył (NU) |
| Różowy                                                                | Niesklasyfikowany (NS) (w klasyfikacji generalnej, gdy nie został sklasyfikowany w żadnym wyścigu sezonu)                                 |
| Czarny                                                                | Zdyskwalifikowany (DK) |
| Czarny                                                                | Wykluczony (WYK/EX) |
| Biały                                                                 | Nie wystartował (NW) |
| Biały                                                                 | Kontuzjowany (K/INJ) |
| Biały                                                                 | Wyścig odwołany (OD/C) |
| Bez koloru                                                            | Został wycofany (WYC/WD) |
| Bez koloru                                                            | Nie przybył (NP/DNA) |
| Bez koloru                                                            | Nie brał udziału w treningach (NT/DNP) |
| Bez koloru                                                            | Nie został zgłoszony (–) |
| Pogrubienie                                                           | Start z pole position |
| Kursywa                                                               | Najszybsze okrążenie wyścigu |
| †                                                                     | Nie ukończył, ale jego rezultat został zaliczony ze względu na przejechanie więcej niż 90% dystansu wyścigu.                              |
| *                                                                     | Sezon w trakcie |
| 1/2/3                                                                 | Punktowana pozycja w sprincie kwalifikacyjnym                                                                                             |
| Lista systemów punktacji Formuły 1                                    | |

| Sezon | Zespół           | Silnik | Kierowcy              | Wyniki w poszczególnych eliminacjach | Wyniki w poszczególnych eliminacjach | Wyniki w poszczególnych eliminacjach | Wyniki w poszczególnych eliminacjach | Wyniki w poszczególnych eliminacjach | Wyniki w poszczególnych eliminacjach | Wyniki w poszczególnych eliminacjach | Wyniki w poszczególnych eliminacjach | Wyniki w poszczególnych eliminacjach | Wyniki w poszczególnych eliminacjach | Wyniki w poszczególnych eliminacjach | Wyniki w poszczególnych eliminacjach | Wyniki w poszczególnych eliminacjach | Wyniki w poszczególnych eliminacjach | Wyniki w poszczególnych eliminacjach | Wyniki w poszczególnych eliminacjach | Wyniki w poszczególnych eliminacjach | Wyniki kierowców | Wyniki kierowców | Wyniki konstruktora | Wyniki konstruktora |
| 2001  |                  |        |                       | Australia                            | Malezja                              | Brazylia                             | San Marino                           | Hiszpania                            | Austria                              | Monako                               | Kanada                               | Unia Europejska                      | Francja                              | Wielka Brytania                      | Niemcy                               | Węgry                                | Belgia                               | Włochy                               | Stany Zjednoczone                    | Japonia                              | Pkt.             | Msc.             | Pkt.                | Msc.                |
| ----- | ---------------- | ------ | --------------------- | ------------------------------------ | ------------------------------------ | ------------------------------------ | ------------------------------------ | ------------------------------------ | ------------------------------------ | ------------------------------------ | ------------------------------------ | ------------------------------------ | ------------------------------------ | ------------------------------------ | ------------------------------------ | ------------------------------------ | ------------------------------------ | ------------------------------------ | ------------------------------------ | ------------------------------------ | ---------------- | ---------------- | ------------------- | ------------------- |
| 2001  | B&H Jordan Honda | Honda  | Heinz-Harald Frentzen | 5                                    | 4                                    | 11                                   | 6                                    | NU                                   | NU                                   | NU                                   | NW                                   | NU                                   | 8                                    | 7                                    | -                                    | -                                    | -                                    | -                                    | -                                    | -                                    | 6                | 13               | 19                  | 5                   |
| 2001  | B&H Jordan Honda | Honda  | Ricardo Zonta         | -                                    | -                                    | -                                    | -                                    | -                                    | -                                    | -                                    | 7                                    | -                                    | -                                    | -                                    | NU                                   | -                                    | -                                    | -                                    | -                                    | -                                    | 0                | 19               | 19                  | 5                   |
| 2001  | B&H Jordan Honda | Honda  | Jarno Trulli          | NU                                   | 8                                    | 5                                    | 5                                    | 4                                    | DK                                   | NU                                   | 11                                   | NU                                   | 5                                    | NU                                   | NU                                   | NU                                   | NU                                   | NU                                   | 4                                    | 8                                    | 12               | 9                | 19                  | 5                   |
| 2001  | B&H Jordan Honda | Honda  | Jean Alesi            | -                                    | -                                    | -                                    | -                                    | -                                    | -                                    | -                                    | -                                    | -                                    | -                                    | -                                    | -                                    | 10                                   | 6                                    | 8                                    | 7                                    | NU                                   | 1 (5)            | 15               | 19                  | 5                   |